# Mouvement des tournesols
Le Mouvement des tournesols (太陽花學運), ou Mouvement 318, tel que nommé par les étudiants, ou encore Occupy Parliament, est un mouvement protestataire ayant débuté le 18 mars 2014 au Yuan législatif à Taïwan. Ils protestent contre la soumission par le Kuomintang (KMT) au vote final de « l'Accord de libre-échange sino-taïwanais » au Yuan législatif sans que l'examen article par article prévu initialement ne soit réalisé. Les manifestants du mouvement estimaient que le pacte commercial avec la République populaire de Chine (RPC) nuirait à l'économie de Taïwan et la rendrait vulnérable aux pressions politiques de Pékin, tandis que les partisans du traité faisaient valoir que l'augmentation des investissements chinois donnerait un avantage à l'économie de Taïwan. Ce mouvement marque la première fois où le Parlement est occupé par des citoyens dans l'histoire de Taïwan, ainsi que la plus longue occupation d’un parlement de l’époque moderne.

## Contexte
Lundi 17 mars 2014, le député Chang Ching-chung (zh) (KMT) a affirmé lors de la dernière séance des missions parlementaires en date du 10 mars 2014, que conformément à la législation en vigueur, tout texte n’ayant pas été examiné par le Parlement dans le délai de trois mois devait être considéré comme ayant été examiné.
Le Parti démocrate progressiste (PDP), parti de l’opposition, avait immédiatement inscrit l’examen de l’accord en commission pour le 12 et 13 mars 2014. L’examen sous la présidence du député du PDP Chen Chi-mai (en) était impossible du fait du boycott des députés KMT, ces derniers arrachant le micro et déchirant l’agenda de l’ordre du jour, empêchant toute avancée dans la procédure d’examen. Puis, contre tout usage parlementaire, les députés KMT ont décidé d’examiner l’accord à leur tour, sous leur présidence, le 18 mars 2014. Face à l’indignation et le refus des divers partis de l’opposition, le député Chang Ching-chung, président du jour, prenait la fuite et annonçait dans le couloir du Parlement dans un micro caché : « 52 députés présents, le quorum est atteint, commençons l’examen, l’accord étant au sein du parlement depuis plus de trois mois, conformément à la loi, l’accord est jugé examiné et envoyé en formation plénière, fin de l’examen et de la session ». L’examen de l’accord n’excède ainsi pas les 30 secondes et est envoyé pour subir l’approbation du vote final du Parlement. Li-Chun Sun, le porte-parole du Premier ministre réagit aussitôt par un communiqué officiel, indiquant que l’exécutif respectait la décision du Parlement et qu’il remerciait la commission ainsi que son président du jour pour ses efforts.

## Déroulements
Le 18 mars 2014, vers 21 h, les manifestants commencent à occuper le Yuan législatif à Taipei,,.
Peu de temps après le début du mouvement, des milliers de policiers anti-émeute envoyés par l'Agence nationale de la police sont mobilisés à travers le pays pour encercler les manifestants.
Le 20 mars 2014, le Président du Yuan législatif Wang Jin-pyng (en) s’engage à ne pas recourir à la force contre les étudiants.
Le 21 mars, Wang Jin-pyng refuse de rencontrer le Président Ma Ying-jeou et le Premier ministre Jiang Yi-huah pour discuter de la réponse, Wang affirme que le président devrait écouter les gens et qu’un compromis est nécessaire entre les législateurs avant toute chose.
Le 22 mars 2014, le Premier ministre Jiang Yi-huah rencontre des manifestants à l'extérieur du parlement, mais déclare que le gouvernement n'a pas l'intention d’abandonner le pacte commercial.
Le 23 mars, les manifestants tentent d'occuper le siège du gouvernement sans succès.
Le 30 mars, une manifestation regroupant 500 000 personnes se dirige vers le palais présidentiel, en présence de Chen Wei-ting (zh), un de leader du mouvement et Tsai Ing-wen, future présidente de Taïwan.
Le 10 avril, l'occupation du Yuan législatif prend fin, le bâtiment aura été occupé pendant 24 jours. L'occupation a pris fin quand le président du parlement Wang Jin-pyng est venu dans l'hémicycle en promettant la mise en place d'une loi cadre avant que soit adopté l'accord de libre-échange sur les services, la ratification sans débat démocratique de cet accord ayant provoqué les manifestations,.
À la suite de ces manifestations, plusieurs leaders du mouvement sont l'objet de poursuites judiciaires pour dégradation et obstruction à l'État. Une partie de ces leaders sont condamnés en première instance, puis en appel, avant que ces jugements soient cassés par la Cour suprême du pays.

## Nom et symboles
Le tournesol est devenu un symbole du mouvement après qu'un fleuriste ait offert un millier de tournesols, symbole d'espoir, aux manifestants. Le nom est aussi une référence au mouvement Lys sauvages des Étudiants (en) de 1990, qui avait été un tournant dans la démocratisation de Taïwan.
La chanson 島嶼天光 (Island's Sunrise) (en français: lumière de l'île) fut composée et enregistrée en 48 heures par le groupe de punk rock 滅火器 - Fire EX., à la demande des étudiants d'art. La chanson a été enregistrée le 27 mars devant et dans le Yuan législatif, en partie avec la foule. Les étudiants ont ensuite produit deux clips vidéo, mis en ligne dès les 29 et 30 mars. La chanson est ainsi devenue une sorte d'hymne du mouvement.
Le slogan était Aujourd'hui Hong Kong, demain Taïwan. La raison de ce slogan est que la dépendance économique de Hong Kong à l'égard de la Chine a entraîné un recul de la liberté d'expression.

## Articles annexes
- Manifestations de la place Tian'anmen de 1989, dites également « mouvement du 4-Juin ».
- Huang Kuo-chang (un des meneurs du mouvement)
- Mouvement Lys sauvages des Étudiants (en)